# Там (општина)
Там (њем. Tamm) општина је у њемачкој савезној држави Баден-Виртемберг. Једно је од 39 општинских средишта округа Лудвигсбург. Према процјени из 2010. у општини је живјело 12.145 становника. Посједује регионалну шифру (AGS) 8118071.

## Географски и демографски подаци
Там се налази у савезној држави Баден-Виртемберг у округу Лудвигсбург. Општина се налази на надморској висини од 259 метара. Површина општине износи 8,8 km². У самом мјесту је, према процјени из 2010. године, живјело 12.145 становника. Просјечна густина становништва износи 1.383 становника/km².

## Међународна сарадња
| Мјесто   | Држава   | Врста сарадње | Од    |
| -------- | -------- | ------------- | ----- |
| Алтхофен | Аустрија | партнерство   | 1984. |
| Извор    |          |               |       |